# Llista d'asteroides/96701–96800
| Nom                 | Designació provisional | Data de descobriment | Lloc de descobriment | Descobridor/s                |
| ------------------- | ---------------------- | -------------------- | -------------------- | ---------------------------- |
| 96701 -             | 1999 JG105             | 12 de maig, 1999     | Socorro              | LINEAR                       |
| 96702 -             | 1999 JT107             | 13 de maig, 1999     | Socorro              | LINEAR                       |
| 96703 -             | 1999 JO111             | 13 de maig, 1999     | Socorro              | LINEAR                       |
| 96704 -             | 1999 JQ111             | 13 de maig, 1999     | Socorro              | LINEAR                       |
| 96705 -             | 1999 JB117             | 13 de maig, 1999     | Socorro              | LINEAR                       |
| 96706 -             | 1999 JE119             | 13 de maig, 1999     | Socorro              | LINEAR                       |
| 96707 -             | 1999 JQ119             | 13 de maig, 1999     | Socorro              | LINEAR                       |
| 96708 -             | 1999 JU126             | 13 de maig, 1999     | Socorro              | LINEAR                       |
| 96709 -             | 1999 JK127             | 13 de maig, 1999     | Socorro              | LINEAR                       |
| 96710 -             | 1999 JN135             | 12 de maig, 1999     | Socorro              | LINEAR                       |
| 96711 -             | 1999 JE138             | 8 de maig, 1999      | Catalina             | CSS                          |
| 96712 -             | 1999 KH4               | 20 de maig, 1999     | Oaxaca               | J. M. Roe                    |
| 96713 -             | 1999 KG5               | 18 de maig, 1999     | Kitt Peak            | Spacewatch                   |
| 96714 -             | 1999 KH6               | 22 de maig, 1999     | Kitt Peak            | Spacewatch                   |
| 96715 -             | 1999 KR7               | 18 de maig, 1999     | Socorro              | LINEAR                       |
| 96716 -             | 1999 KD9               | 18 de maig, 1999     | Socorro              | LINEAR                       |
| 96717 -             | 1999 KG9               | 18 de maig, 1999     | Socorro              | LINEAR                       |
| 96718 -             | 1999 KU11              | 18 de maig, 1999     | Socorro              | LINEAR                       |
| 96719 -             | 1999 KO17              | 17 de maig, 1999     | Anderson Mesa        | LONEOS                       |
| 96720 -             | 1999 LP                | 4 de juny, 1999      | Socorro              | LINEAR                       |
| 96721 -             | 1999 LT                | 7 de juny, 1999      | Catalina             | CSS                          |
| 96722 -             | 1999 LO4               | 10 de juny, 1999     | Woomera              | F. B. Zoltowski              |
| 96723 -             | 1999 LB16              | 12 de juny, 1999     | Socorro              | LINEAR                       |
| 96724 -             | 1999 LY20              | 9 de juny, 1999      | Socorro              | LINEAR                       |
| 96725 -             | 1999 LA30              | 12 de juny, 1999     | Kitt Peak            | Spacewatch                   |
| 96726 -             | 1999 LA31              | 13 de juny, 1999     | Kitt Peak            | Spacewatch                   |
| 96727 -             | 1999 LK31              | 12 de juny, 1999     | Socorro              | LINEAR                       |
| 96728 -             | 1999 NF7               | 13 de juliol, 1999   | Socorro              | LINEAR                       |
| 96729 -             | 1999 NL21              | 14 de juliol, 1999   | Socorro              | LINEAR                       |
| 96730 -             | 1999 NL23              | 14 de juliol, 1999   | Socorro              | LINEAR                       |
| 96731 -             | 1999 NP27              | 14 de juliol, 1999   | Socorro              | LINEAR                       |
| 96732 -             | 1999 NQ27              | 14 de juliol, 1999   | Socorro              | LINEAR                       |
| 96733 -             | 1999 NO28              | 14 de juliol, 1999   | Socorro              | LINEAR                       |
| 96734 -             | 1999 NR42              | 14 de juliol, 1999   | Socorro              | LINEAR                       |
| 96735 -             | 1999 NV43              | 13 de juliol, 1999   | Socorro              | LINEAR                       |
| 96736 -             | 1999 NA48              | 13 de juliol, 1999   | Socorro              | LINEAR                       |
| 96737 -             | 1999 NJ48              | 13 de juliol, 1999   | Socorro              | LINEAR                       |
| 96738 -             | 1999 NQ55              | 12 de juliol, 1999   | Socorro              | LINEAR                       |
| 96739 -             | 1999 NE56              | 12 de juliol, 1999   | Socorro              | LINEAR                       |
| 96740 -             | 1999 NW56              | 12 de juliol, 1999   | Socorro              | LINEAR                       |
| 96741 -             | 1999 NY59              | 13 de juliol, 1999   | Socorro              | LINEAR                       |
| 96742 -             | 1999 ON                | 17 de juliol, 1999   | Reedy Creek          | J. Broughton                 |
| 96743 -             | 1999 OC3               | 22 de juliol, 1999   | Socorro              | LINEAR                       |
| 96744 -             | 1999 OW3               | 18 de juliol, 1999   | Mauna Kea            | D. J. Tholen, R. J. Whiteley |
| 96745 -             | 1999 PB                | 2 d'agost, 1999      | Gekko                | T. Kagawa                    |
| 96746 -             | 1999 PK8               | 13 d'agost, 1999     | Anderson Mesa        | LONEOS                       |
| 96747 Crespodasilva | 1999 QQ2               | 16 d'agost, 1999     | WAO                  | L. Crespo da Silva           |
| 96748 -             | 1999 RE4               | 5 de setembre, 1999  | Catalina             | CSS                          |
| 96749 -             | 1999 RF4               | 5 de setembre, 1999  | Catalina             | CSS                          |
| 96750 -             | 1999 RK8               | 4 de setembre, 1999  | Kitt Peak            | Spacewatch                   |
| 96751 -             | 1999 RY12              | 7 de setembre, 1999  | Socorro              | LINEAR                       |
| 96752 -             | 1999 RO16              | 7 de setembre, 1999  | Socorro              | LINEAR                       |
| 96753 -             | 1999 RB17              | 7 de setembre, 1999  | Socorro              | LINEAR                       |
| 96754 -             | 1999 RF18              | 7 de setembre, 1999  | Socorro              | LINEAR                       |
| 96755 -             | 1999 RJ19              | 7 de setembre, 1999  | Socorro              | LINEAR                       |
| 96756 -             | 1999 RD20              | 7 de setembre, 1999  | Socorro              | LINEAR                       |
| 96757 -             | 1999 RG20              | 7 de setembre, 1999  | Socorro              | LINEAR                       |
| 96758 -             | 1999 RM21              | 7 de setembre, 1999  | Socorro              | LINEAR                       |
| 96759 -             | 1999 RE22              | 7 de setembre, 1999  | Socorro              | LINEAR                       |
| 96760 -             | 1999 RL23              | 7 de setembre, 1999  | Socorro              | LINEAR                       |
| 96761 -             | 1999 RZ25              | 7 de setembre, 1999  | Socorro              | LINEAR                       |
| 96762 -             | 1999 RW28              | 7 de setembre, 1999  | Socorro              | LINEAR                       |
| 96763 -             | 1999 RG30              | 8 de setembre, 1999  | Socorro              | LINEAR                       |
| 96764 -             | 1999 RY32              | 9 de setembre, 1999  | Monte Agliale        | S. Donati                    |
| 96765 -             | 1999 RS34              | 10 de setembre, 1999 | Ondřejov             | P. Pravec, P. Kušnirák       |
| 96766 -             | 1999 RA35              | 10 de setembre, 1999 | Črni Vrh             | J. Skvarc                    |
| 96767 -             | 1999 RP40              | 7 de setembre, 1999  | Socorro              | LINEAR                       |
| 96768 -             | 1999 RH50              | 7 de setembre, 1999  | Socorro              | LINEAR                       |
| 96769 -             | 1999 RC51              | 7 de setembre, 1999  | Socorro              | LINEAR                       |
| 96770 -             | 1999 RF54              | 7 de setembre, 1999  | Socorro              | LINEAR                       |
| 96771 -             | 1999 RP56              | 7 de setembre, 1999  | Socorro              | LINEAR                       |
| 96772 -             | 1999 RL57              | 8 de setembre, 1999  | Kitt Peak            | Spacewatch                   |
| 96773 -             | 1999 RJ60              | 7 de setembre, 1999  | Socorro              | LINEAR                       |
| 96774 -             | 1999 RG68              | 7 de setembre, 1999  | Socorro              | LINEAR                       |
| 96775 -             | 1999 RL73              | 7 de setembre, 1999  | Socorro              | LINEAR                       |
| 96776 -             | 1999 RM78              | 7 de setembre, 1999  | Socorro              | LINEAR                       |
| 96777 -             | 1999 RB80              | 7 de setembre, 1999  | Socorro              | LINEAR                       |
| 96778 -             | 1999 RT81              | 7 de setembre, 1999  | Socorro              | LINEAR                       |
| 96779 -             | 1999 RX82              | 7 de setembre, 1999  | Socorro              | LINEAR                       |
| 96780 -             | 1999 RE83              | 7 de setembre, 1999  | Socorro              | LINEAR                       |
| 96781 -             | 1999 RM86              | 7 de setembre, 1999  | Socorro              | LINEAR                       |
| 96782 -             | 1999 RM95              | 7 de setembre, 1999  | Socorro              | LINEAR                       |
| 96783 -             | 1999 RS97              | 7 de setembre, 1999  | Socorro              | LINEAR                       |
| 96784 -             | 1999 RP101             | 8 de setembre, 1999  | Socorro              | LINEAR                       |
| 96785 -             | 1999 RL102             | 8 de setembre, 1999  | Socorro              | LINEAR                       |
| 96786 -             | 1999 RN103             | 8 de setembre, 1999  | Socorro              | LINEAR                       |
| 96787 -             | 1999 RX104             | 8 de setembre, 1999  | Socorro              | LINEAR                       |
| 96788 -             | 1999 RU105             | 8 de setembre, 1999  | Socorro              | LINEAR                       |
| 96789 -             | 1999 RB107             | 8 de setembre, 1999  | Socorro              | LINEAR                       |
| 96790 -             | 1999 RW109             | 8 de setembre, 1999  | Socorro              | LINEAR                       |
| 96791 -             | 1999 RL110             | 8 de setembre, 1999  | Socorro              | LINEAR                       |
| 96792 -             | 1999 RO110             | 8 de setembre, 1999  | Socorro              | LINEAR                       |
| 96793 -             | 1999 RV110             | 8 de setembre, 1999  | Socorro              | LINEAR                       |
| 96794 -             | 1999 RP120             | 9 de setembre, 1999  | Socorro              | LINEAR                       |
| 96795 -             | 1999 RY123             | 9 de setembre, 1999  | Socorro              | LINEAR                       |
| 96796 -             | 1999 RQ124             | 9 de setembre, 1999  | Socorro              | LINEAR                       |
| 96797 -             | 1999 RT124             | 9 de setembre, 1999  | Socorro              | LINEAR                       |
| 96798 -             | 1999 RH127             | 9 de setembre, 1999  | Socorro              | LINEAR                       |
| 96799 -             | 1999 RQ127             | 9 de setembre, 1999  | Socorro              | LINEAR                       |
| 96800 -             | 1999 RY127             | 9 de setembre, 1999  | Socorro              | LINEAR                       |